# 羅棟
羅棟（1545年—1604年），字吉甫，號龍皋，江西南昌府豐城縣人，明朝政治人物、進士出身。

## 生平
萬歷七年（1579年）己卯科江西鄉試舉人，十七年（1589年）己丑科進士，改翰林院庶吉士，十九年八月授户科给事中，巡视京营，疏论大理丞赫瀛诸罪状，得旨斥去。二十年四月转刑科右，西事方炽，宁夏捷书久不报，议遣大臣行边。栋抗言剿则督抚足矣，款则更遣奚为？竟报罢。丁憂歸，二十五年正月复除原职，巡视太仓，二十六年改礼科左，寻董两宫大役，不扰而成。台臣疏易名之滥，应议者七十馀人，栋谓议夺固也，独无议予哉！疏应补者十五人，皆名卿阙典，下所司议行。时采榷中使四出，海内骚动，栋屡疏请罢，竟以考察左迁，降汝宁府经历，二十八年升宝丰知县，二十九年降二级，遂以母老乞归养。三十一年卒。

## 家族
曾祖羅禄明。祖父羅恒。父羅錦綵。母胡氏。
子：羅震、羅雲、羅電、羅霦、羅霄。